# 8926 Abemasanao
8926 Abemasanao (1996 YK) là một tiểu hành tinh nằm ở rìa ngoài của vành đai chính được phát hiện ngày 20 tháng 12 năm 1996 bởi T. Kobayashi ở Oizumi.